# Altlandsberg

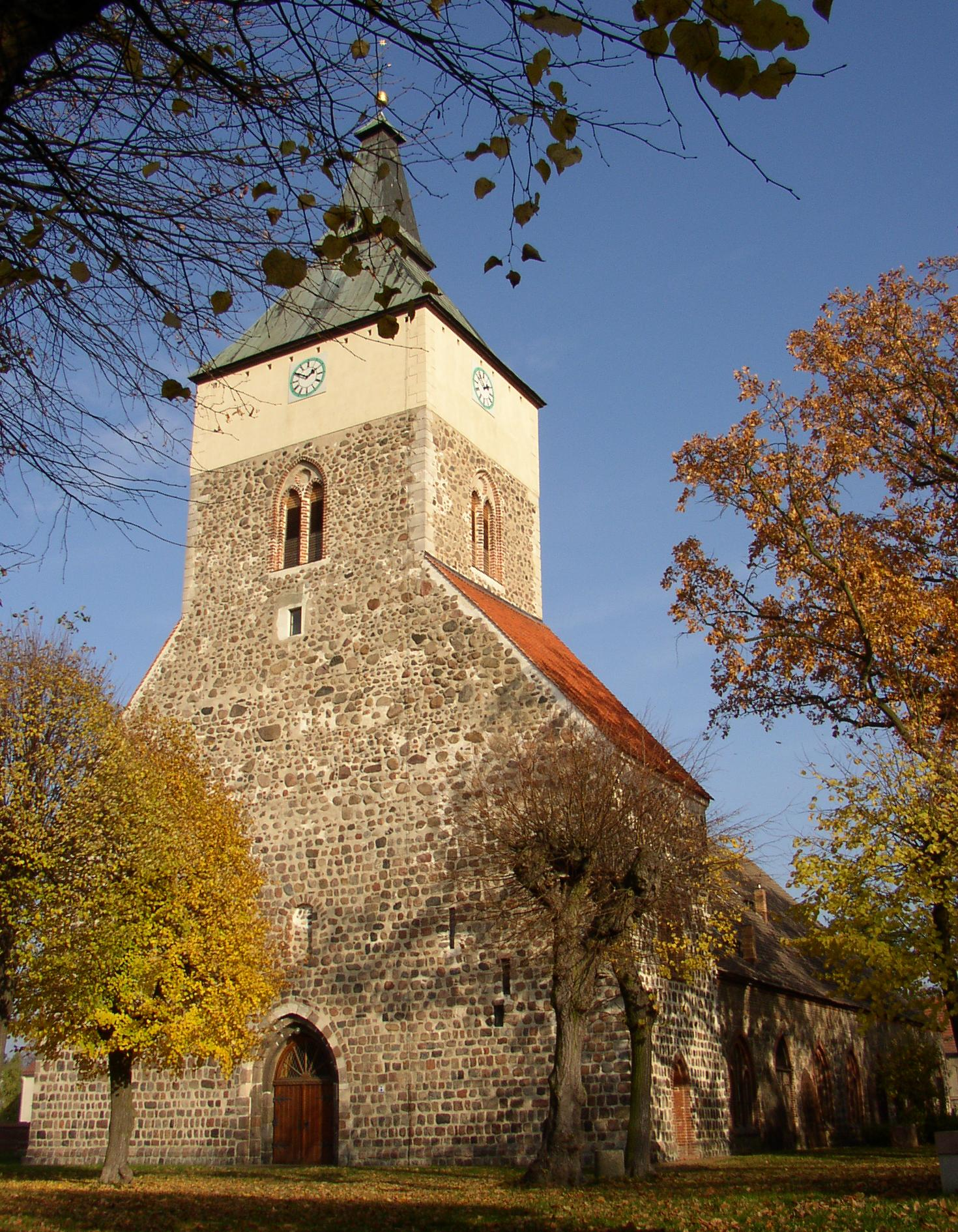
Evangelický městský farní kostel Panny Marie v Altlandsbergu

Altlandsberg je město v Německu, ve spolkové zemi Braniborsko, v zemském okrese Marecké Poodří.
Město bylo založeno na počátku 13. století, v místě dřívějšího slovanského (sprévanského) osídlení.
Ve městě působil ve 2. polovině 18. století český a německý kazatel a spisovatel Ondřej Macher.
V roce 2015 v něm žilo 9 158 obyvatel.